# Куперман, Иосиф Миронович
Иосиф Миронович Куперман (псевдонимы: К. Осипов, Осип Миронович Осипов; 1900—1955) — русский советский писатель, литературный критик, экономист, военный историк, кандидат исторических наук. Член Союза писателей СССР.

## Биография
Иосиф Миронович Куперман родился в городе Николаеве в 1900 г. в семье торговца зерном Меера Иосифовича Купермана. В 1922 г. переехал в город Одессу, где учился в Институте Народного Хозяйства. Окончил в 1927 г. Московский государственный университет. Затем работал в таких хозяйственных органах как в Главном экономическом управлении Высшего Совета Народного Хозяйства, в промышленном секторе Государственной Плановой Комиссии РСФСР, в Главстрое, совмещая это с преподаванием в Московском Станкостроительном институте по курсу — экономика машиностроения.
В конце 30-х г. И. М. Куперман начинает печататься в литературно-художественных журналах под псевдонимом К. Осипов. Он явился родоначальников советского жанра, поставившего своей целью воссоздать литературные образы русских патриотов — полководцев и политических деятелей.
Защитил диссертацию на степень кандидата исторических наук по теме: «Суворов — как человек и полководец»
Скончался в 1955 году. Похоронен на Ваганьковском кладбище (34 уч.). На памятнике есть эпитафия — Человеку большого сердца"

## Произведения
В 1938 г. в серии «Жизнь замечательных людей» выходит первым изданием его самая известная книга — «Суворов», которая многократно переиздавалась. До 1989 года эта работа оставалась единственной многотиражной советской биографией А. В. Суворова.
В 1946 г. был опубликован роман «Дорога на Берлин», за которым последовали историко-биографические очерки: «Богдан Хмельницкий» (1944), «Суворов» (1947), «Николай Эрнестович Бауман» (1948), «Русский первопечатник Иван Федоров» (1953).
В 1943 г. в соавторстве с О. С. Литовским была поставлена на сцене пьеса «Русские орлы» и «Александр Невский».
В журналах «Знамя», «Новый мир», «Молодая гвардия», «Историк-марксист», «Военно-исторический журнал», «Советский воин», «Огонёк» им было напечатано более 100 журнальных статей.